# Улыбающийся гордый странник (фильм, 1978)
«Улыбающийся гордый странник» (кит. трад. 笑傲江湖, пиньинь Xiào Ào Jiāng Hú, палл. Сяо Ао Дзян Ху) — гонконгский художественный фильм. Экранизация романа писателя Цзинь Юна. Встречается альтернативное название — «Гордая юность» (англ. The Proud Youth).

## Сюжет
Каждые два года на вершине горы Тайшань собираются кланы пяти гор: Хуашань, Тайшань Чиншань, Хэншань и Суншань. Молодые члены кланов устраивают бои, а предводители выбирают лидера альянса.
Главный ученик клана Хуашань, Наньгун Сун, спасает монахиню от насильника, Хао Цзеина. Сун сильно пострадал от более сильного соперника, но, тем не менее, вышел победителем благодаря своему остроумию и подвешенному языку. Когда монахиня лечит своего спасителя другие монахини видят их вместе и докладывают о «ненадлежащем поведении» их наставнице, настоятельнице из клана Синшань.
Ши Чжунъин из клана Хэншань знакомится с Гао Юнем из клана Сунь благодаря общему пристрастию к музыке. Чжунъин играет на флейте, а Юнь — на цимбалах, когда сочиняют мелодию под названием «Последний звук пустой долины».
Лэн Жоцзюнь из клана Суншань, новый лидер альянса, узнаёт о дружбе двух бойцов и приказывает Чжунъину убить своего нового друга. Тоо отказывается, из-за чего Жоцзюнь убивает всех членов его семьи. Сам боец получает ранение, но Юнь спасает его. Оба снова играют свою мелодию перед смертью. Сун, находясь под лечением монахини, слышит мелодию и приходит на место. Юнь отдаёт парню ноты и просит передать их талантливому музыканту.
Глава клана Хуашань, Ло Чаоцзюнь, наказывает Суна за ненадлежащее поведение по отношению к монахине — парень должен простоять лицом к стене в течение года на утёсе Раскаяния. Там Сун забредает в скрытую пещеру, где впоследствии изучает стиль «девяти мечей Чунъяна».
Спустя год, вновь став свободным, Сун отдаёт ноты Бай Инъин из клана Сунь. Когда они впервые встретились, Сун не мог разглядеть её лицо и подумал, что это старуха.
Бай Инъин — священная госпожа из клана Сунь и поскольку Сун дал ей подарок, члены её клана приходят в клан Хуашань, чтобы вручить Суну вино. Они также устраивают праздничное мероприятие на холме Уба. Чаоцзюнь сердится из-за того, что выгнал Суна из своего клана.
Сун помогает стражу из клана Сунь освободить их бывшего предводителя, также отца Инъин, которого запер в подземелье на двенадцать лет новый предводитель, Сыма Уцзи.
Уцзи изучил боевые стили «классики цветущей сливы» и фактически стал непревзойдённым. Страж Ши, Сун и Инъин окружают Уцзи, и лишь двое последних справляются с противником.
Насильник Хао Цзеин оказывается ещё и наёмным убийцей. Его задача — устранить предводителей четырёх кланов и убить жену главы «Хуашаня». Сделав своё дело, Цзеин бьётся с Суном, но проигрывает. Сун узнаёт, что стоит за всем этим Чаоцзюнь, которого он убивает при попытке последнего стать лидером альянса пяти кланов.

## В ролях
| Актёры на главных и второстепенных ролях - Вон Ю — Наньгун Сун - Майкл Чань — Хао Цзеин - Вон Чун — страж Ши - Стэнли Фун — Ло Чаоцзюнь - Ку Фэн — Бай Цзинтянь - Ши Сы — Бай Инъин - Лю Хуэйлин — Шоуи - Чжуан Ли — Ло Инчжи - Яу Чхёйлин — Лан Фэнхуан - Цзин Мяо — Лэн Жоцзюнь - Ян Чжицин — Бинцзи - Чжань Сэнь — монах Чжишань - Тереза Ха — настоятельница Исинь - Нг Хонсан — Лао Дэно | Приглашённые звёзды - Ю Вин — Гао Юнь - Чань Вайин — Хуэйчжи - Тхинь Чхин — Сыма Уцзи - Дин Ин — жена Ши Чжунъина - Лин Юнь — Ши Чжунъин |

## Отличия от романа
В киноадаптации отсутствует несколько персонажей из романа. Вместо этого фильм концентрирует внимание на нескольких ключевых фигурах.
По причине запрета романа Цзинь Юна как в материковом Китае, так и на Тайване, из-за предполагаемой политической основы, режиссёр фильма Сюнь Чун был вынужден изменить названия песен и имена персонажей, чтобы обеспечить прокат картины на некоторых рынках.

## Отзывы
Борис Хохлов (HKCinema.ru):
Кино вполне приятное чисто внешне, но мало чем выделяющееся из общего ряда себе подобных. Откровенных ляпов нет, но опять же не видно ни одного мало-мальски заметного плюса. Крепко сбитый середнячок — неплохое времяпровождение на один вечер, но не более того.
Уилл Коуф (Silver Emulsion Film Reviews):
„Гордая юность“ добивается успеха там, где другие потерпели неудачу, устанавливая планку для всех других фильмов жанра уся 1978 года. На неё определённо повлияла школа уся Чхо Юня, но повышенное внимание Сюнь Чуна действию реально позволяет фильму мчаться, рассекая воздух. „Гордая юность“ свежа, захватывающа и полностью набита острыми ощущениями жанра уся.